# Aleksandr Postnikov
Pour les articles homonymes, voir Postnikov.
Aleksandr Nikolaïevitch Postnikov-Streltsov (en russe : Александр Николаевич Постников-Стрельцов), né le 23 février 1957 à Labinsk en Union soviétique, est l'ancien commandant en chef des forces terrestres russes de 2010 à 2012. Il détient actuellement le grade de colonel général,.
Il est commandant du district militaire sibérien entre 2007 et 2010. Auparavant, il a occupé les postes de chef d'état-major et premier commandant adjoint du district militaire sibérien (de 2006 à 2007), chef d'état-major et premier commandant adjoint du district militaire du Caucase du Nord (de 2004 à 2006) et commandant de la 20e armée de la Garde du district militaire de Moscou (de 2002 à 2004).